# Brief der Sängersklavinnen

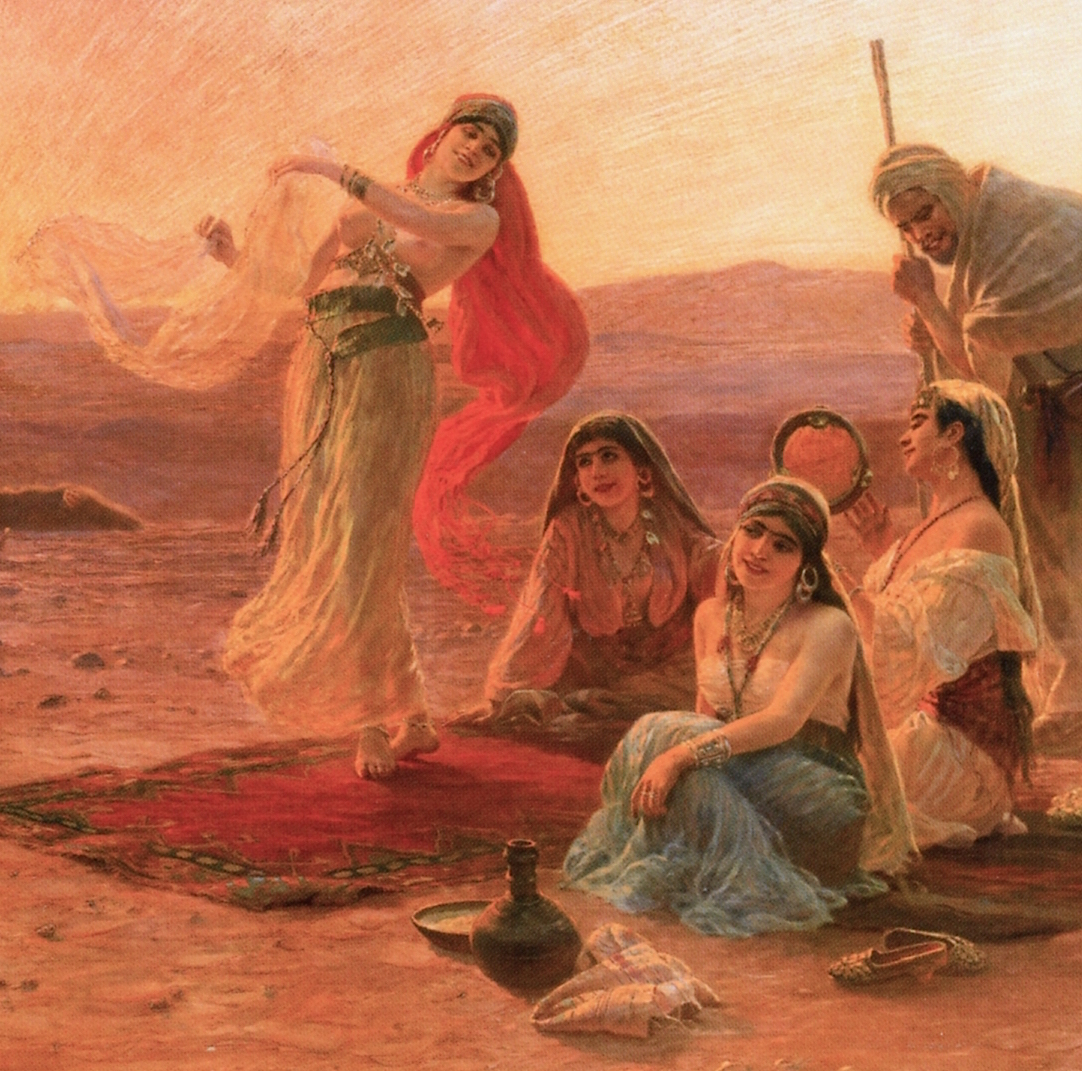
Tanzende und musizierende Qiyān.

Der Brief der Sängersklavinnen, auch Brief der Singmädchen, arabisch رسالة القيان, DMG risāla al-qiyān, ist ein literarisches Werk des arabischen Schriftstellers al-Dschāhiz (ca. 776–869). Es behandelt die Qiyān (Sing. Qaina), eine soziale Gruppe von Frauen (zumeist Sklavinnen), die als Unterhaltungskünstlerinnen, vor allem als Sänger- und Musikerinnen – teils auch als Edelkurtisanen und Konkubinen wirkten. Ihre Hochzeit erlebten die Qiyān in der Ära der Kalifate der Umayyaden und Abbasiden sowie im muslimischen Spanien.
Al-Dschāhiz’ Werk ist eine der bekanntesten historischen Quellen über die Qiyān und gibt sowohl Einblicke in die zeitgenössische als auch die vor- und frühislamische Geschichte und Gesellschaft. Der Text hat den Charakter einer Rechtfertigungsstreitschrift gegen religiös-konservative gesellschaftliche Kräfte.

## Inhalt

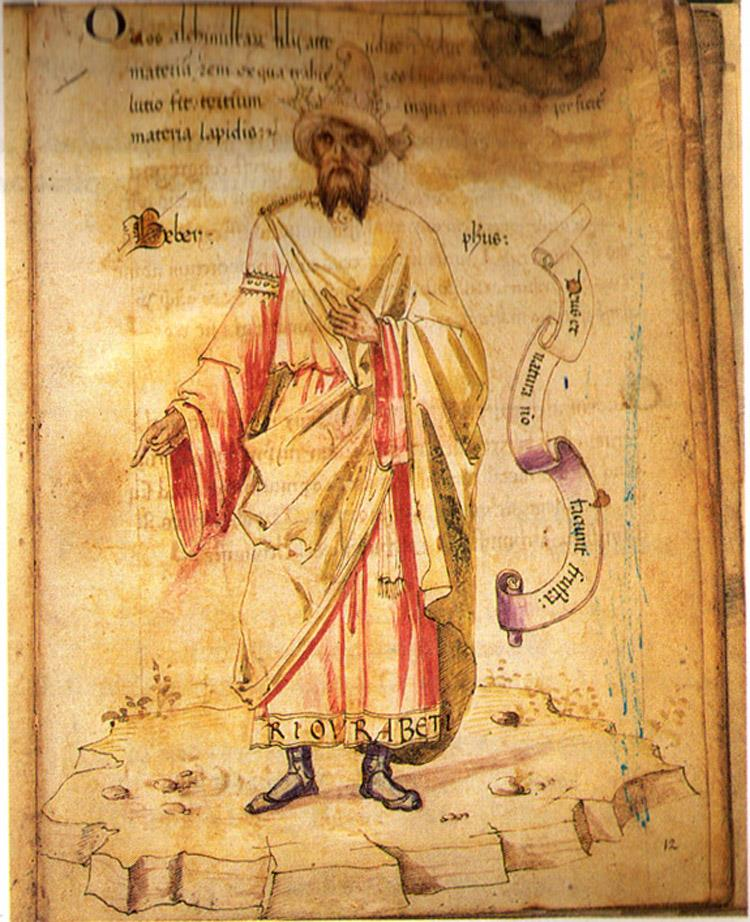
Mittelalterliche Darstellung von al-Dschāhiz.

### Einleitung und Zweck des Briefes
Der Brief beginnt mit der namentlichen Auflistung angeblicher Verfasser, sowie deren Freunden und wohlhabenden Menschen, die sich für Vergnügungen entschieden haben und mit singenden Mädchen, regelmäßigen Banketten und abwechslungsreichen Weinen versorgt sind. Es folgen weitreichende rhetorische Ausschweifungen, bis man zum eigentlichen Anliegen kommt: einer Verteidigung gegen die Angriffe der Kritiker, die die Briefverfasser wegen ihres Umgangs mit den Qiyān und Wein des Lasters beschuldigen und den Verfassern ihren Lebensstil missgönnen.

### Eifersucht und Zulässigkeit des Zusammenseins der Geschlechter
Al-Dschāhiz beschreibt als von allen auf der Welt existierenden Dingen, als dem Mensch (Mann) am nächsten stehende die Frauen, die seinem Herzen und seiner Seele am genehmsten sind. Zunächst versucht er nachzuweisen, dass Eifersucht nicht gerechtfertigt sei. Dabei verweist al-Dschahiz etwa auf die Sitte arabischer Beduinenfrauen sich nicht zu verschleiern und gemeinsam mit Männern zusammenzusitzen. Ihre Ehemänner tolerierten dieses Verhalten, sofern die Grenzen des Anstandes gewahrt blieben. Erst als im Koran den Ehefrauen des Propheten Muhammad der Schleier als besondere Pflicht auferlegt wurde, begannen die Muslime, dem Beispiel folgenden, zunehmend Männer und Frauen voneinander zu trennen, obwohl, so al-Dschāhiz das gemeinsame Zusammensitzen und Reden weder vor dem Islam, noch im Islam verboten sei. Auch habe, so al-Dschāhiz, die Eifersucht in der Zeit der Prophetengefährten nicht die Trennung von Männern und Frauen bedeutet. Der zweite Blick auf das andere Geschlecht sei genauso erlaubt wie der erste, sofern er nicht unanständig sei. Al-Dschāhiz führt im Anschluss Geschichten von berühmten Kalifen, darunter Muʿāwiya I. und Al-Ma'mūn an, um zu zeigen, dass diese sich in ihrer Gegenwart mit Frauen und Sklavinnen umgaben, ganz wie zuvor bereits vor-islamische und nicht-arabische Herrscher. Mit Verweis auf weitere Geschichten, darunter über Yazid I. und den Koran und die Sunna, versucht al-Dschāhiz ebenfalls die Zulässigkeit von Musik und Gesang zu belegen.

### Schönheit und Liebesleidenschaft
Al-Dschāhiz betont die damalige gesellschaftliche Sicht, dass es sich bei Sklaven um eine Handelsware handelt, weshalb es auch legitim ist sie ausführlich zu betrachten und zu untersuchen, um ihre Schönheit festzustellen und sich für oder gegen den Kauf zu entscheiden nachfolgend erörtert er zulässigen und unzulässigen Umgang mit Sklavinnen. Al-Dschāhiz führt die teils enormen Preise, die Sklavinnen auf dem Markt erreichen, auf den Grad an Verliebtheit, bzw. Leidenschaft zurückzuführen sind, den die potenziellen Kunden der Sklavin entgegenbringen; manche derart, dass sie sich zu Wucherzinsen verschulden, um die Summe aufbringen zu können. Anschließend erklärt al-Dschāhiz zwei Arten der Liebe (ḥubb, Liebesempfindung und ḥawa, Begehren), die sich zu doppelter Liebe, dem Ischq (ʿišq) verbinden. Während sich die Ischq-Liebe gemeinhin als positiv herausstelle, bewertet al-Dschāhiz die Ischq-Liebe zu den Qiyān von Übel, da sie Vergnügen in sich vereinten, das Männer auf Erden sonst nirgendwo finden könnten.

### Wesen, Erziehung und Besitz der Sängersklavin
Das Übel rühre daher, dass die Qaina es mit ihrer Zuneigung fast nie aufrichtig meine und keine Treue in der Liebe kenne, „weil sie dazu erzogen wurde und von Natur aus dafür geschaffen ist, den Männern Netze zu legen und Fallen zu stellen, damit sie in ihre Schlingen geraten.“ Dann werde die Qaina ihr möglichstes tun, den Verliebten noch fester an sich zu binden, indem sie ihn durch Manipulationen gefügig macht, um möglichst viel Geld aus ihm herauszuholen und ihn dann zu verlassen. Al-Dschāhiz resümiert mit seinem berühmten Zitat:
„Besäße der Teufel keine anderen Schlingen, um damit zu töten, kein anderes Banner, zu dem er rufen könnte, und keine andere Versuchung zum Verführen als die Sängersklavinnen, so würde ihm das vollauf genügen. […] Weder Hārūt noch Mārūt noch der Stab des Mose noch die Magie Pharaos vermögen das zu bewirken, was die Sängersklavinnen fertigbringen.“
Im Anschluss erläutert al-Dschāhiz seine These, dass eine Sängersklavin nie ein keusches, ehrbares Leben führen könne. Sie würde den rechten Weg schlicht nicht kennen, weil sie von ihrer Geburt bis zu ihrem Tode in einem Umfeld lebt, das von Versuchung und Leidenschaft geprägt ist, gefüllt von Menschen, denen man kein Vertrauen entgegenbringen könne und die weder Religion noch Ehre besitzen. Er erwähnt weiter, dass die fähigsten Sängersklavinnen bis zu 4000 Lieder in einem Umfang von rund zehntausend Versen kennen, in denen Gott nur beiläufig Erwähnung finde, während es ansonsten nur um Liebe, Leidenschaft, Ehebruch, Sinneslust und Sehnsucht ginge.
Al-Dschāhiz schreibt weiter eine Lobrede an die Besitzer von Sängersklavinnen und erklärt faktisch, dass diese in eine Handelsware investiert hätten, die trotz hoher Anschaffungs- und Haltungskosten derartigen Gewinn abwerfe, dass man sich nie finanzielle Sorgen machen müsse. Er gibt weiter an, dass eine abessinische Sklavin einst für 120.000 Dinar (Goldmünzen) verkauft worden sei. Ebenso erläutert er, dass die Besitzer von Sängersklavinnen letztlich einen legitimen Geschäft nachgingen, weshalb man ihnen dieses nicht ankreiden könne.

## Historischer Hintergrund

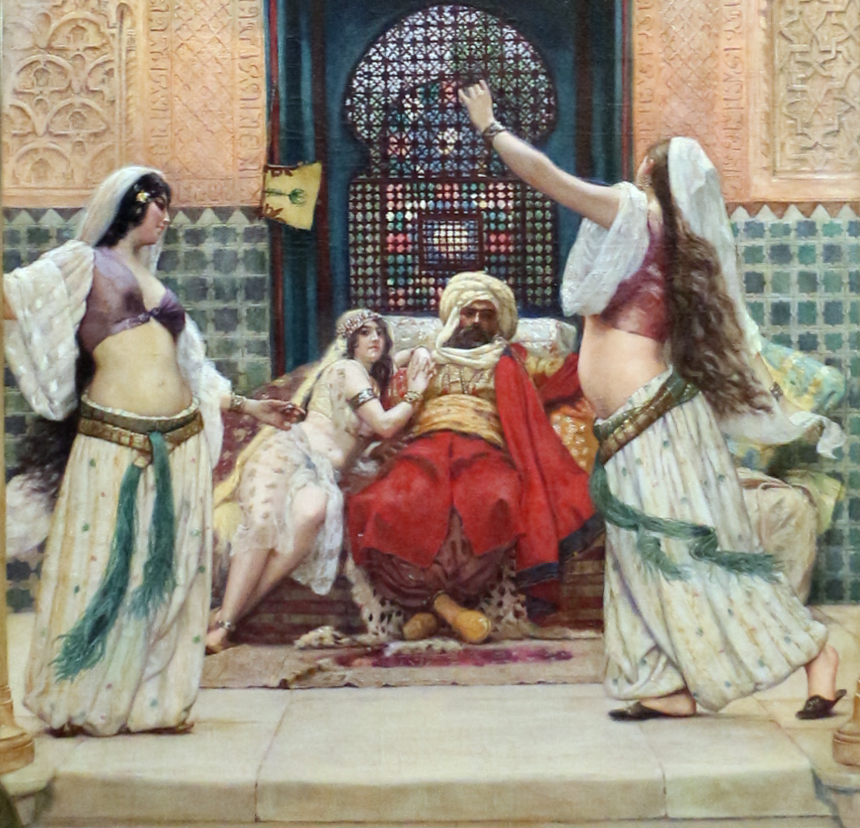
Qiyān in einem Harem, Paul Bochard, 1893.

Die Qiyān waren hochgebildete Frauen, die am ehesten als Unterhaltungskünstlerinnen, zu nicht geringem Teil auch als Edelkurtisanen bezeichnet werden können. Sie waren in unterschiedlichsten Künsten und Disziplinen ausgebildet, vor allem in Gesang, Tanz und Musik, gesellschaftlicher Etikette und erotischer Verführungskunst. Viele beherrschten zudem Philologie, Dichtung, Rhetorik, manchmal auch Geschichte und Theologie sowie die Disziplinen der Rezitation und Interpretation des Koran; die Ausbildung dauerte viele Jahre. Die Hochzeit der Qiyān war die Ära der Umayyaden und Abbasiden, sowie im muslimischen Spanien.
Ein Teil der Qiyān bewegte sich in der höfischen Kultur der obersten gesellschaftlichen Schichten – nicht selten in der Umgebung der Kalifen – und genoss höchstes Ansehen. Eine zweite Gruppe von Qiyān stand im Dienste von Etablissements, in denen sie als professionelle Verführerinnen arbeiteten und die Gäste mit Gesang, Tanz und Dichtung unterhielten. Ziel war es die männlichen Kunden möglichst lange an das Etablissement zu binden, wobei es sich bei den Etablissements nicht um Bordelle handelte. Zwar kam es zu körperlichen Berührungen und Küssen, Sex war jedoch die Ausnahme, da das Ziel der Betreiber nicht war die sexuelle Lust der Kunden zu befriedigen, sondern sie langfristig an das Haus zu binden. Im Idealfall verliebte sich ein Kunde in eine der Sklavinnen und war dann bereit sie für eine hohe Summe für sich selbst zu erwerben. Wenn die Beziehung zwischen dem Kunden und der Qaina eng wurde, besuchten diese ihre Liebhaber teils auch in ihren Privathäusern, wo es mitunter zum sexuellen Kontakt kam. Die Etablissements waren gemeinhin jedoch nur Männern der oberen Gesellschaftsschichten zugänglich, für das einfache Volk gab es eine dritte Gruppe von Qiyān, die als Kellnerinnen und Sängerinnen in Tavernen und Wirtshäusern arbeiteten. Wie ihre höheren Schicksalsgefährtinnen trugen sie oft verführerische Kleidung und üppigen Schmuck; die Lokale ihrerseits zogen viele Gäste an und in zeitgenössischen Quellen wird berichtet, dass ihre Anzahl hoch war.

## Interpretation
Al-Dschāhiz offenbart in seinen Texten eine ambivalente Haltung gegenüber den Qiyān / Sängersklavinnen. Einerseits beschreibt er die Qiyān als aus Sicht der religiösen, ehrbaren Gesellschaft zwar als unmoralische und unaufrichtige Frauen, andererseits wendet er sich dagegen, ihnen das zum Vorwurf zu machen; denn letztlich würden die Qiyān seit ihrer Geburt zu ihrer vorgegebenen Rolle erzogen und durch ihr Sklaventum in einer sozialen Abhängigkeit gehalten, weshalb man sie für ihr Verhalten kaum tadeln könne. Die Ursache, dass – nach seiner damaligen Beobachtung – Männer statt freien Ehefrauen Sklavinnen bevorzugen würden, sieht al-Dschāhiz darin, dass ein Mann eine Sklavin vor der Hochzeit körperlich zu sehen bekomme, während er andere Frauen über eine freie Frau ausfragen müsse, da er die künftige Braut erst in der Hochzeitsnacht zu sehen bekam. Auch seien die Qiyān freien Frauen geistig überlegen, da sie durch ihre Ausbildung gebildet und kultiviert waren, während die meisten freien Frauen gesellschaftlich bedingten Mobilitäts- und Bildungsbeschränkungen unterlagen.

### Übersetzungen
- Alfred Felix Landon Beeston: The epistle on singing-girls of Jāhiẓ, Aris and Phillips, Warminster 1980 (englisch, vollständige Übersetzung, sowie arabischer Originaltext).
- Charles Pellat: Arabische Geisteswelt – ausgewählte und übersetzte Texte von al-Ǧāḥiẓ (777-869), Artemis Verlag, Zürich 1967 (deutsch, Auszüge).

### Sekundärliteratur
- Fuad Matthew Caswell: The Slave Girls of Baghdad, I.B. Tauris, London 2011.
- Ali Ghandour: Liebe, Sex und Allah – das unterdrückte erotische Erbe der Muslime, C.H. Beck, München 2019.
- Yasemin Gökpinar: Höfische Musikkultur im Klassischen Islam – Ibn Faḍlallāh Al-ʻUmarī (gest. 749/1349) über die dichterische und musikalische Kunst der Sängersklavinnen, Brill, Boston 2019.
- Wiebke Walther: Kleine Geschichte der arabischen Literatur – von der vorislamischen Zeit bis zur Gegenwart, C.H. Beck, München 2004.